# Cordia sebestena
El vomitel colorado de Cuba, sebestén de las Antillas o árbol nomeolvides (Cordia sebestena) es conocido por sus flores,   usadas en arreglo de parques en áreas tropicales y subtropicales, como Asunción. Es nativo del Caribe y el norte de Suramérica.

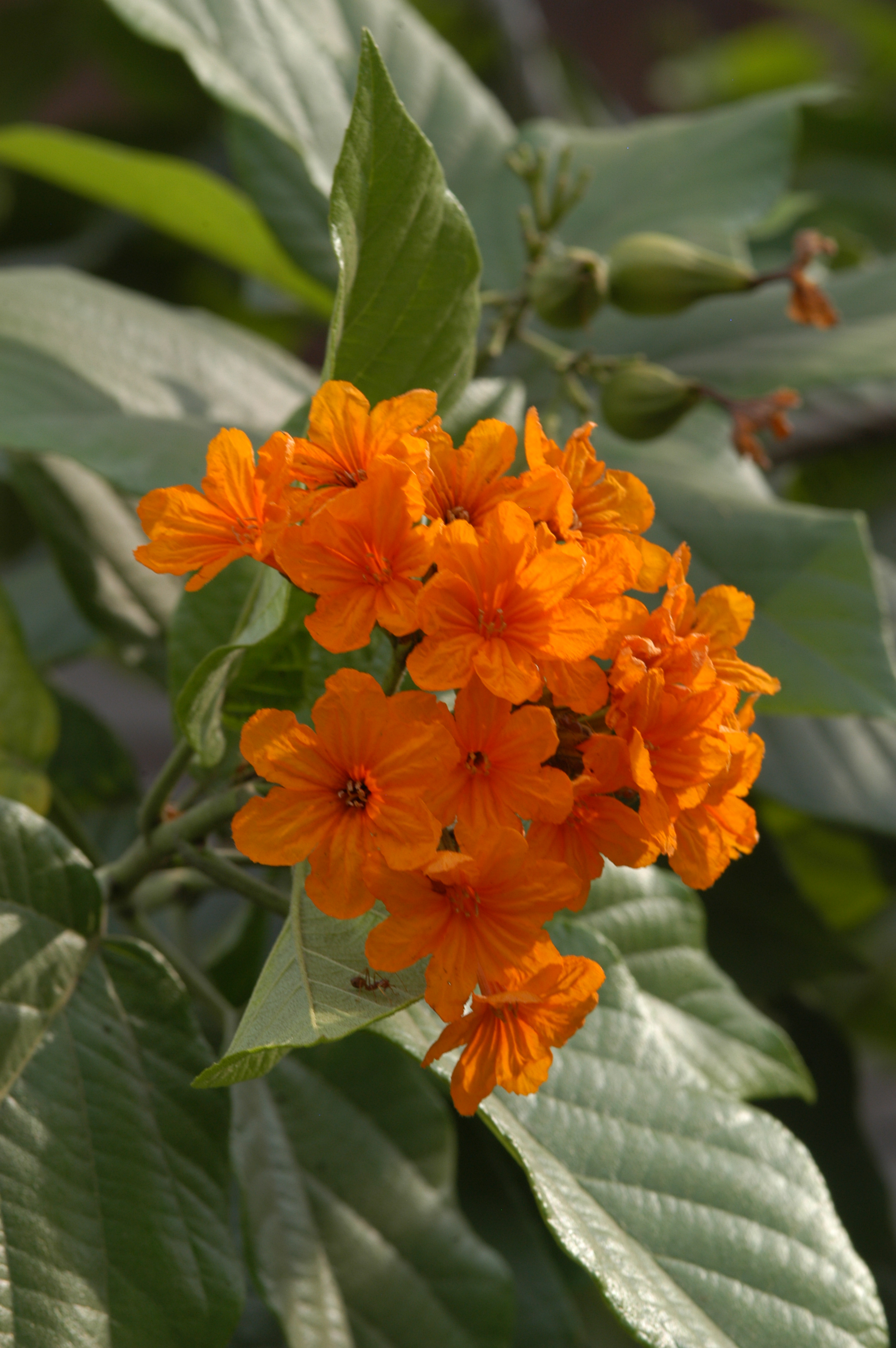
Flores

## Descripción
Tiene hojas verde oscuras, ovaladas, y tiene frutos ovalados comestibles, pero de no muy buen sabor.  Tolera sequía, pero no heladas.  Se reproduce por semillas y estacas, es un árbol de tamaño pequeño pero que en condiciones óptimas puede llegar a 10 m, tiene flores durante todo el año.

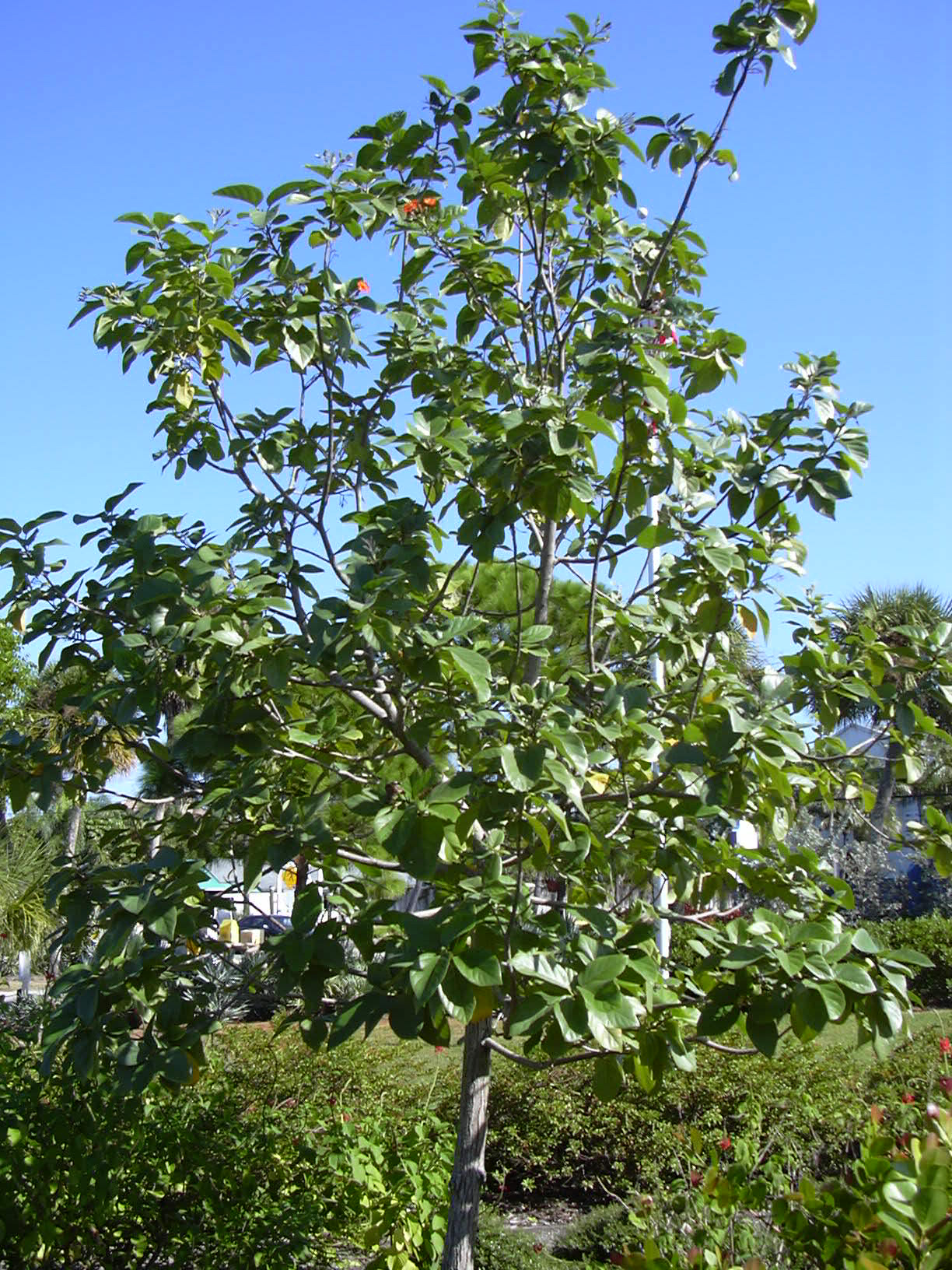

Son árboles pequeños o arbustos de hasta 8 m de alto, con ramitas glabrescentes; plantas hermafroditas. Hojas persistentes, ovadas, 9–20 cm de largo y 6–12 cm de ancho, ápice agudo, base redondeada a obtusa, escabrosas en la haz, casi glabras en el envés; pecíolos 1.5–3.8 cm de largo, pubescentes. Inflorescencias cimosas, subterminales, 6.5–12 cm de ancho; flores distilas, pedicelos 4–6 mm de largo; cáliz tubular-campanulado, 11–24 mm de largo, puberulento a glabro, generalmente 2-lobado pero a veces con hasta 5 lobos irregulares; corola infundibuliforme, 30–58 mm de largo, anaranjado brillante, 5–7-lobada, los lobos ovados a muy ampliamente ovados, 8–10 mm de largo; estambres 5–7, filamentos 22–33 mm de largo, glabros, anteras oblongas, 2.8–3.8 mm de largo; ovario cónico, 1.5–3 mm de largo, estilo 13–35 mm de largo, estigmas claviformes. Fruto drupáceo, blanco, completamente envuelto por el cáliz acrescente; hueso ovoide y 1.9–4 mm de largo.

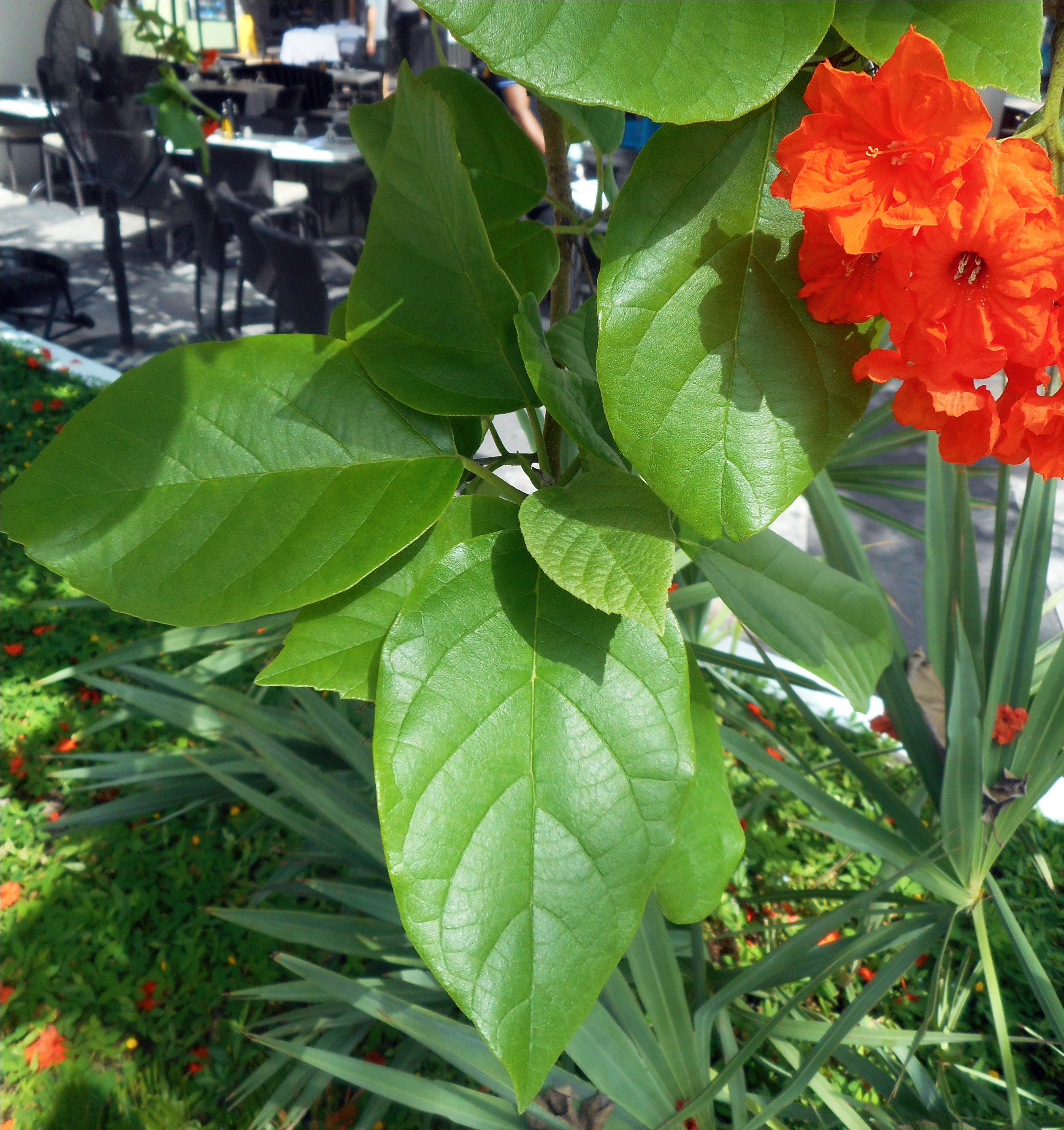
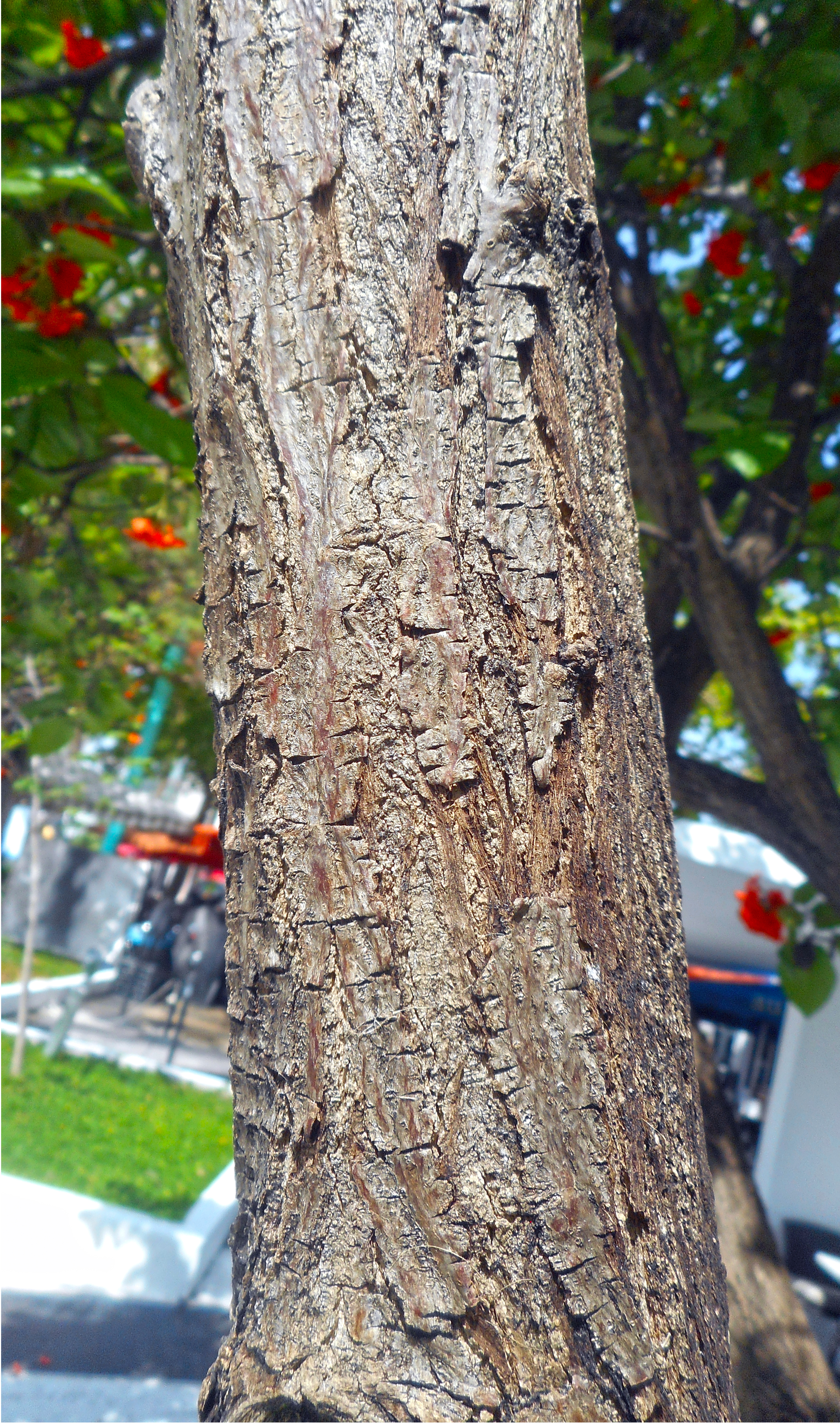
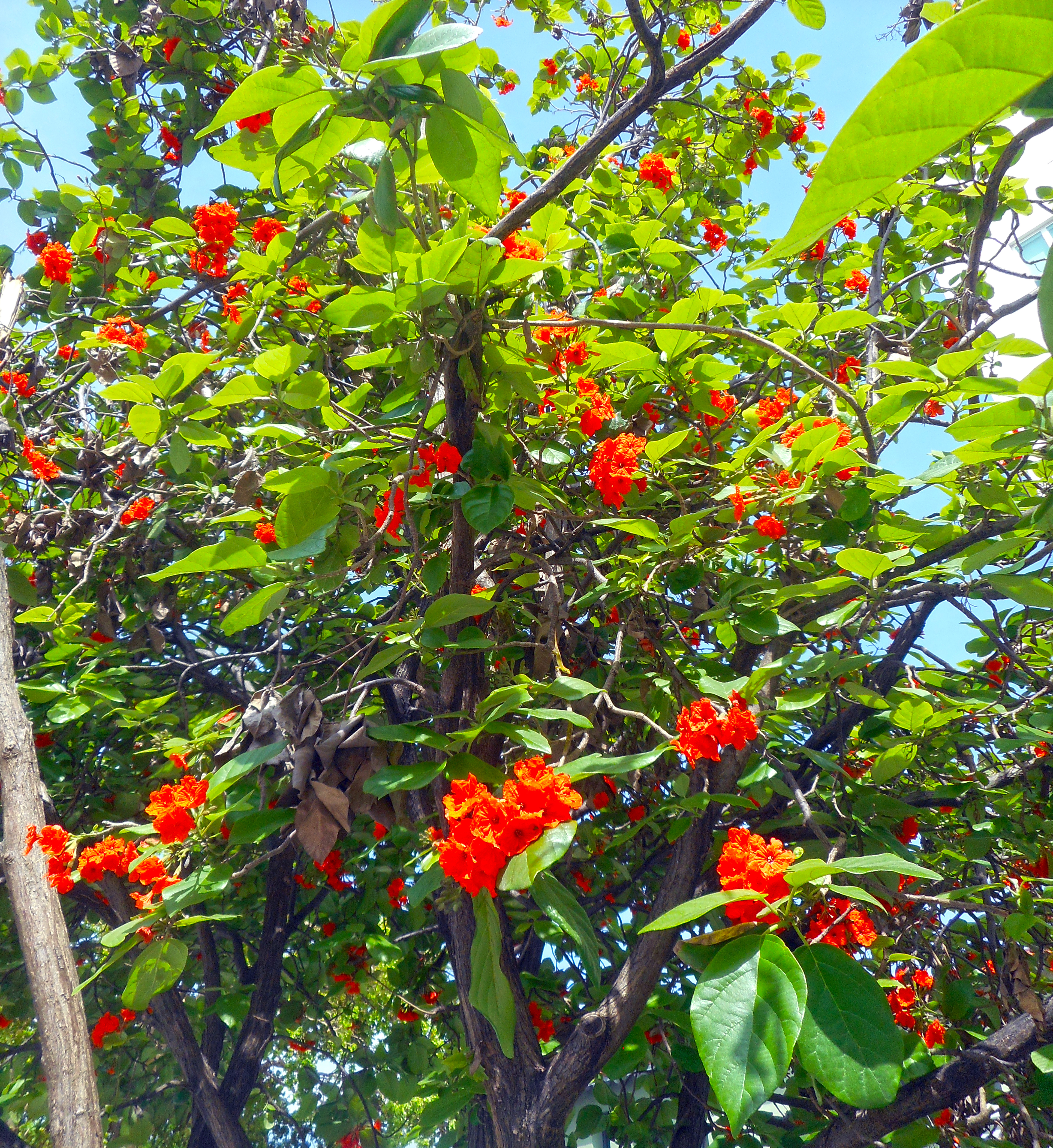
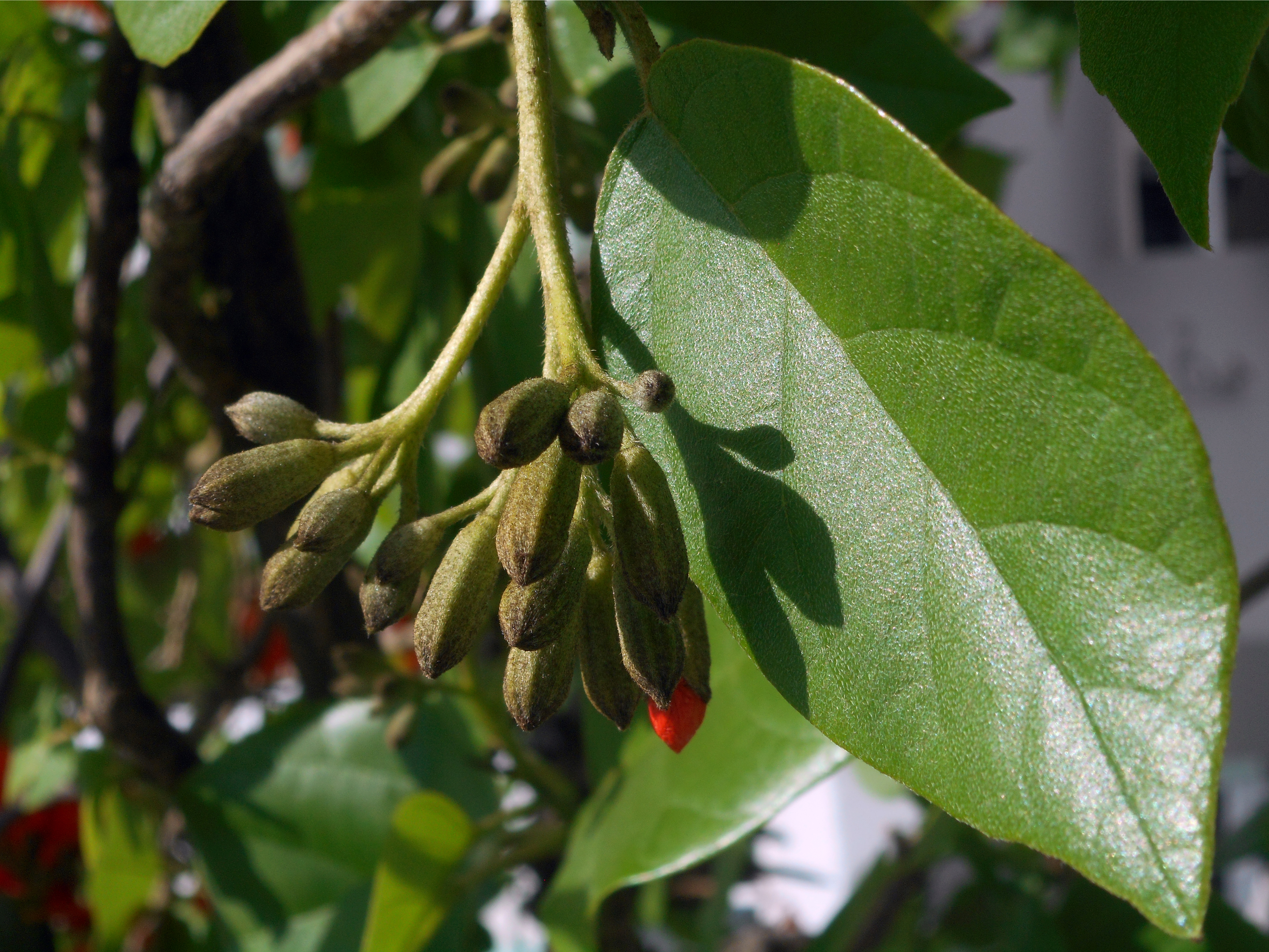

## Propiedades

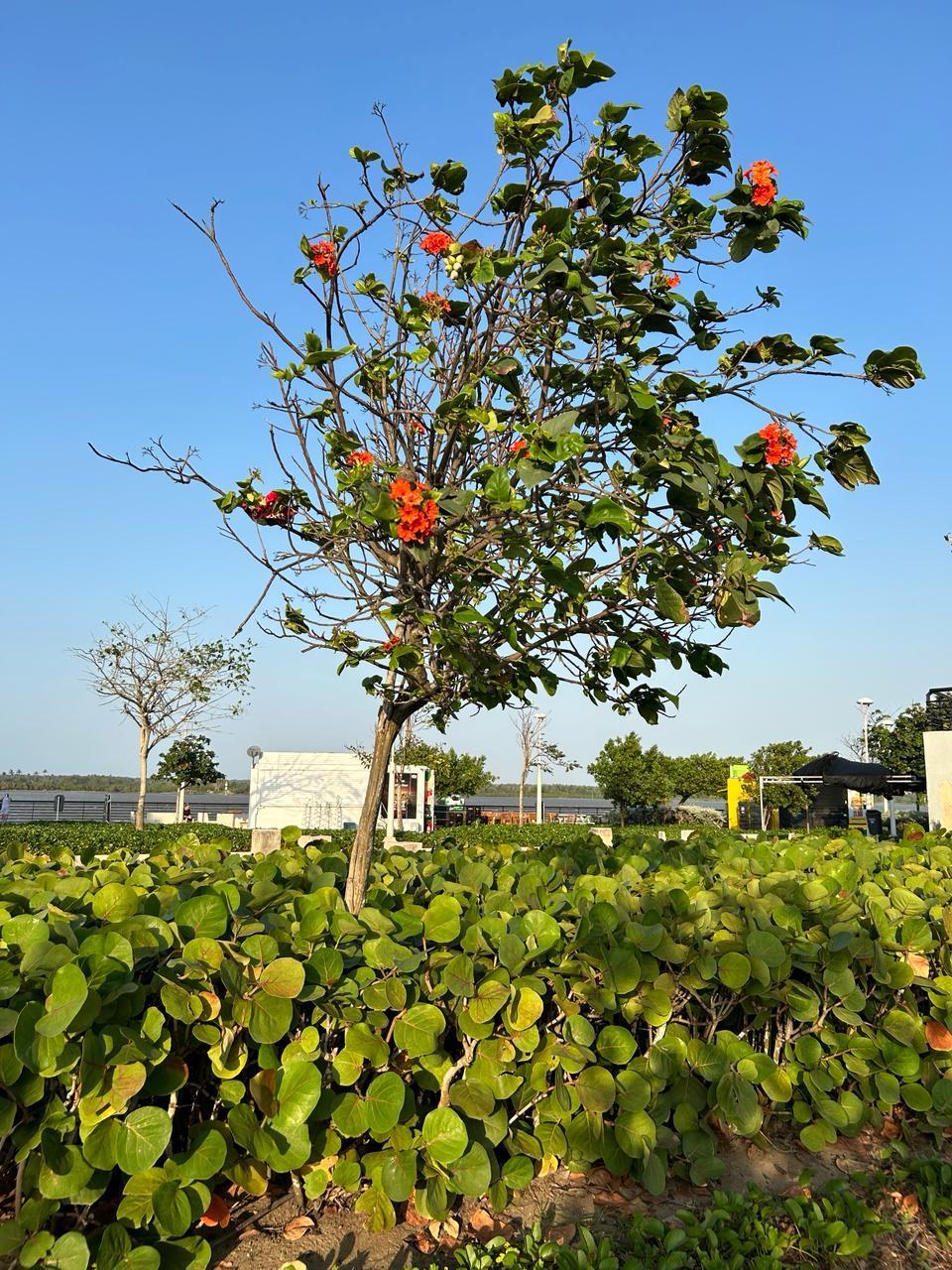
Ejemplar en Barranquilla, Colombia

El uso medicinal de esta especie se registra al sureste del país en Quintana Roo y Yucatán, donde se prescribe para la tos. En este caso se sancochan las flores y los frutos y se toma a manera de jarabe o se bebe una infusión de la corteza. Esta última también se emplea en desórdenes estomacales y como febrífugo en Quintana Roo. Se dice que sirve como cicatrizante.
Historia
En el siglo XX, Maximino Martínez la reporta como antitusígeno.
Química
Sólo se indica en la bibliografía que la hoja de C. sebestena contiene el compuesto fenílico ácido gentísico.

## Taxonomía
Cordia sebestena fue descrita por  Carlos Linneo  y publicado en Species Plantarum 1: 190–191. 1753.
Etimología
Cordia: nombre genérico otorgado en honor del botánico alemán Valerius Cordus (1515-1544).
sebestena: epíteto latino 
Sinonimia
- Cordia juglandifolia Jacq.
- Cordia laevis Jacq.
- Cordia sebestena var. rubra Eggers
- Lithocardium laeve Kuntze
- Sebestena sebestena (L.) Britton[6]